# 旋律硬核
旋律硬核（Melodic Hardcore）是硬核朋克的一个分支，起源于1980年代的北美，更加注重吉他旋律。通常包括快速的节奏，旋律以及失真的吉他riff，主唱风格偏向嘶吼。不过不同的乐队风格差距很大。一些硬核摇滚的先驱乐队比如邪教合唱团和Descendents，不仅展示了在旋律硬核领域的影响力，而且在硬核朋克及摇滚乐领域大有影响。